# Cyngen Glodrydd
| desambiguació | Per al rei de Powys del segle ix amb el mateix nom, vegeu «Cyngen ap Cadell». |

Cyngen Glodrydd, o Cyngen ap Cadell, (470? - ?) fou un rei de Powys que visqué al segle vi.
Cyngen era fill de Cadell Ddyrnllwg i descendia de Vortigern, el llegendari alt rei de Gran Bretanya. No se sap quan pujà al tron, però sí que es coneix el seu predecessor: Rhyddfedd Frych, probablement el seu oncle. De fet, Cyngen encara era un nen o potser ni tan sols havia nascut quan morí son pare i és possible que Rhyddfedd fos el regent, però no es coneixen les condicions en què es transmeté el poder a causa de la manca d'arxius.
El seu malnom, Glodrydd (famós), es pot deure als seus donatius a l'Església i al seu mecenatge de nombrosos "sants" gal·lesos, amb el benentès que els gal·lesos consideraven "sant" un sinònim de "religiós ancià i pietós". Per altra banda i contradictòriament Cyngen, encarnat en la figura d'"Aurelius Caninus" (Aureli el Gós), és probablement un dels cinc reis que Sant Gildas fustiga en la seva obra De Excidio Britanniae acusant-los de cruels, rapaços i pecadors.
El succeí en el tron el seu fill Pasgen i, posteriorment, un altre fill, Brochwel.